# 凱納特山
凱納特山（英語：Mount Keinath），是南極洲的山峰，位於維多利亞地的斯科特海岸，屬於冷藏山脈的一部分，海拔高度1,090米，美國地質調查局根據測量和美國海軍拍攝的空中照片繪入地圖，現時由南極條約體系管理。